# 2014 no cinema
Neste artigo, um resumo dos eventos cinematográficos de 2014, incluindo os filmes de maior bilheteria, cerimônias de premiação, festivais e uma lista de lançamentos e mortes notáveis. A DreamWorks Animation comemorou seu 20º aniversário em 2014.

## Maiores bilheterias de 2014
| #  | Filme                                           | Distribuição                                         | Renda mundial (US$) | Renda no Brasil (R$) | Renda em Portugal (€) |
| -- | ----------------------------------------------- | ---------------------------------------------------- | ------------------- | -------------------- | --------------------- |
| 1  | Transformers: A Era da Extinção                 | Paramount Pictures                                   | US$ 1 104 054 072   | R$ 61 735 174        | € 1 075 844           |
| 2  | O Hobbit: A Batalha dos Cinco Exércitos         | Warner Bros. / Metro-Goldwyn-Mayer / New Line Cinema | US$ 962 201 338     | R$ 51 141 268        | € 2 000 126           |
| 3  | Guardiões da Galáxia                            | Walt Disney Pictures / Marvel Studios                | US$ 772 776 600     | R$ 38 072 963        | € 897 727             |
| 4  | Malévola                                        | Walt Disney Pictures / Buena Vista                   | US$ 758 410 378     | R$ 73 643 412        | € 1 126 628           |
| 5  | The Hunger Games: A Revolta - Parte 1           | Lionsgate                                            | US$ 755 356 711     | R$ 56 282 788        | € 1 790 839           |
| 6  | X-Men: Dias de Um Futuro Esquecido              | 20th Century Fox                                     | US$ 746 045 700     | R$ 64 417 536        | € 735 738             |
| 7  | Capitão América: O Soldado Invernal             | Walt Disney Pictures / Marvel Studios                | US$ 714 421 503     | R$ 62 818 154        | € 671 030             |
| 8  | Planeta dos Macacos: O Confronto                | 20th Century Fox                                     | US$ 710 644 566     | R$ 55 432 663        | € 977 233             |
| 9  | O Fantástico Homem-Aranha 2: O Poder de Electro | Columbia Pictures                                    | US$ 708 982 323     | R$ 55 227 320        | € 670 683             |
| 10 | Interestelar                                    | Paramount Pictures / Warner Bros.                    | US$ 677 896 797     | R$ 16 729 885        | € 1 510 787           |

## Premiações
- Prêmios Globo de Ouro de 2014
- Oscar 2014
- BAFTA 2014
- Critics' Choice Awards de 2014

## Filmes de 2014

### Janeiro a março
| Lançamento        | Lançamento | Título                                  | Estúdio                                   | Elenco e equipe | Gênero                            | Ref.          |
| ----------------- | ---------- | --------------------------------------- | ----------------------------------------- | --- | --------------------------------- | ------------- |
| J A N E I R O     | 1          | Devil's Due                             | 20th Century Fox                          | Radio Silence (diretor); Lindsay Devlin, Zoe Green (roteiro); Zach Gilford, Allison Miller, Colin Walker | Horror, terror                    | [ 4 ]         |
| J A N E I R O     | 3          | Atividade Paranormal: Marcados pelo Mal | Paramount Pictures                        | Katie Featherston,Luke Halpenny | Horror                            | [ 5 ]         |
| J A N E I R O     | 10         | Jessabelle                              | Lionsgate                                 | Kevin Greutert (diretor); Robert Ben Garant (roteiro); Sarah Snook, Mark Webber, Joelle Carter | Horror, terror                    | [ 6 ]         |
| J A N E I R O     | 17         | The Nut Job 3D                          | Open Road Films                           | Peter Lepeniotis (diretor/roteiro); Lorne Cameron (roteiro); Liam Neeson, Katherine Heigl, Will Arnett, Brendan Fraser, Stephen Lang, Sarah Gadon, Jeff Dunham | Familiar, animação                | [ 7 ]         |
| J A N E I R O     | 17         | Ride Along                              | Universal Pictures                        | Tim Story (diretor); Greg Coolidge, Steve Faber, Bob Fisher,Jason Mantzoukas (roteiro); John Leguizamo, Ice Cube, Kevin Hart, Bryan Callan | Ação, comédia                     | [ 8 ]         |
| J A N E I R O     | 17         | O Sétimo Filho                          | Warner Bros.                              | Sergei Bodrov (diretor); Matt Greenberg, Chuck Leavitt, Steve Knight, Max Borenstein (roteiro); Jeff Bridges, Ben Barnes, Julianne Moore, Alicia Vikander, Kit Harington, Antje Traue, Olivia Williams, Djimon Honsou                                                                           | Ação, aventura, fantasia          | [ 9 ]         |
| J A N E I R O     | 24         | I, Frankenstein                         | Lionsgate                                 | Stuart Beattie (diretor/roteiro); Aaron Eckhart, Socratis Otto, Yvonne Strahovski, Miranda Otto, Aden Young, Bill Nighy, Jai Courtney, Mahesh Jadu, Caitlin Stasey | Horror, terror/suspense           | [ 10 ]        |
| J A N E I R O     | 24         | Sabotage                                | Open Road Films                           | David Ayer (diretor); Skip Woods (roteiro); Arnold Schwarzenegger, Mireille Enos, Sam Worthington, Joe Manganiello, Olivia Williams, Harold Perrineau, Josh Holloway, Terrence Howard, Max Martini                                                                                              | Ação                              | [ 11 ]        |
| J A N E I R O     | 31         | That Awkward Moment                     | FilmDistrict                              | Tom Gormican (diretor/roteiro); Zac Efron, Michael B. Jordan, Miles Teller | Comédia, romance                  | [ 12 ]        |
| J A N E I R O     | 31         | Quando Eu Era Vivo                      | RT Features/Camisa Treze                  | Marco Dutra (diretor); Sandy Leah, Marat Descartes, Antônio Fagundes e Gilda Nomacce | Suspense, terror, drama           | [ 13 ] [ 14 ] |
| F E V E R E I R O | 7          | Uma Aventura LEGO                       | Warner Bros.                              | Phil Lord and Chris Miller (diretores/roteiro); Chris McKay (diretor); Chris Pratt, Will Arnett, Morgan Freeman, Elizabeth Banks, Channing Tatum, Alison Brie, Will Ferrell, Liam Neeson, Nick Offerman, Jonah Hill, Cobie Smulders                                                             | Ação, aventura, comédia           | [ 15 ]        |
| F E V E R E I R O | 7          | RoboCop                                 | Columbia Pictures / MGM                   | José Padilha (diretor); Nick Schenk (roteiro); Joel Kinnaman, Gary Oldman, Samuel L. Jackson, Michael Keaton, Jackie Earle Haley, Jay Baruchel, Abbie Cornish, Jennifer Ehle, Michael Kenneth Williams, Marianne Jean-Baptiste                                                                  | Ação, Aventura, ficção científica | [ 16 ]        |
| F E V E R E I R O | 14         | About Last Night                        | Screen Gems                               | Steve Pink (diretor); Leslye Headland (roteiro); Paula Patton, Kevin Hart, Michael Ealy, Regina Hall, Joy Bryant, Christopher McDonald | Comédia, romance                  | [ 17 ]        |
| F E V E R E I R O | 14         | Endless Love                            | Universal Pictures                        | Shana Feste (diretor/roteiro); Josh Safran (roteiro); Alex Pettyfer, Gabriella Wilde, Robert Patrick, Bruce Greenwood, Rhys Wakefield, Dayo Okeniyi, Emma Rigby, Joely Richardson | Romance                           | [ 18 ]        |
| F E V E R E I R O | 14         | Maze Runner: Correr ou Morrer           | 20th Century Fox                          | Wes Ball (diretor); James Dashner (roteiro); Dylan O'Brien, Will Poulter, Thomas Brodie-Sangster, Aml Ameen, Kaya Scodelario, Ki Hong Lee, Patricia Clarkson | Ficção científica, drama          | [ 19 ]        |
| F E V E R E I R O | 14         | Vampire Academy: Blood Sisters          | The Weinstein Company                     | Mark Waters (diretor); Dan Waters (roteiro); Zoey Deutch, Lucy Fry, Danila Kozlovski, Olga Kurylenko | Ação, romance                     | [ 20 ]        |
| F E V E R E I R O | 21         | Pompeia                                 | TriStar Pictures/FilmDistrict             | Paul W.S. Anderson (diretor); Lee Batchler, Janet Scott Batchler, Michael Robert Johnson, Julian Fellowes (roteiro); Kit Harington, Emily Browning, Jared Harris, Kiefer Sutherland, Carrie-Anne Moss, Adewale Akinnuoye-Agbaje, Jessica Lucas                                                  | Ação, Aventura                    | [ 21 ]        |
| F E V E R E I R O | 21         | 3 Dias Para Matar                       | Relativity Media                          | McG (diretor); Luc Besson, Adi Hasak (roteiro); Kevin Costner, Hailee Steinfeld, Amber Heard, Connie Nielsen | Ação, terror                      | [ 22 ]        |
| F E V E R E I R O | 28         | Projeto Almanaque                       | Paramount Pictures / Skydance Productions | Dean Israelite (diretor); Andrew Stark, Jason Pagan (roteiro); Jonny Weston, Sofia Black-D'Elia | Terror                            | [ 23 ]        |
| F E V E R E I R O | 28         | Non-Stop                                | Universal Pictures                        | Jaume Collet-Serra (diretor); Christopher Roach, John W. Richardson (roteiro); Liam Neeson, Julianne Moore, Nate Parker, Michelle Dockery, Scoot McNairy | Terror                            | [ 24 ]        |
| M A R Ç O         | 7          | 300 2: A Ascensão do Império            | Warner Bros.                              | Noam Murro (diretor); Zack Snyder, Kurt Johnstad (roteiro); Rodrigo Santoro, Eva Green, Sullivan Stapleton, David Wenham, Lena Headey, Jack O'Connell, Andrew Tiernan, Callan Mulvey, Yigal Naor, Hans Matheson                                                                                 | Ação, Fantasia                    | [ 25 ]        |
| M A R Ç O         | 7          | As Aventuras de Peabody e Sherman       | 20th Century Fox / DreamWorks Animation   | Rob Minkoff (diretor); Craig Wright (roteiro); Ty Burrell, Max Charles, Stephen Colbert, Allison Janney, Ariel Winter, Stephen Tobolowsky, Leslie Mann, Stanley Tucci, Mel Brooks | Comédia, ficção científica        | [ 26 ]        |
| M A R Ç O         | 14         | Need for Speed: O Filme                 | Touchstone Pictures / DreamWorks Pictures | Scott Waugh (diretor); George Gatins (roteiro); Aaron Paul, Imogen Poots, Dominic Cooper, Harrison Gilbertson, Kid Cudi, Ramon Rodriguez, Michael Keaton, Dakota Johnson, Rami Malek | Ação                              | [ 27 ] [ 28 ] |
| M A R Ç O         | 14         | Walk of Shame                           | FilmDistrict                              | Steven Brill (diretor/roteiro); James Marsden, Elizabeth Banks, Gillian Jacobs, Bill Burr, Ken Davitian, Willie Garson, Oliver Hudson, Alphonso McAuley, Kevin Nealon, Tig Notaro, Ethan Suplee                                                                                                 | Comédia                           | [ 29 ]        |
| M A R Ç O         | 21         | Divergente                              | Summit Entertainment                      | Neil Burger (diretor); Evan Daugherty, Vanessa Taylor (roteiro); Shailene Woodley, Kate Winslet, Ansel Elgort, Zoe Kravitz, Maggie Q, Jai Courtney, Theo James, Ray Stevenson, Mekhi Phifer, Miles Teller, Ben Lloyd-Hughes, Ben Lamb, Christian Madsen, Amy Newbold, Ashley Judd, Tony Goldwyn | Ficção científica, adolescente    | [ 30 ]        |
| M A R Ç O         | 21         | Muppets 2: Procurados e Amados          | Walt Disney Pictures                      | James Bobin (diretor/roteiro); Nicholas Stoller (roteiro); Ricky Gervais, Tina Fey, Ty Burrell, Steve Whitmire, Eric Jacobson, Dave Goelz, Bill Barretta, Matt Vogel, David Rudman, Louise Gold                                                                                                 | Musical, comédia, familiar        | [ 31 ]        |
| M A R Ç O         | 21         | Stretch                                 | Universal Pictures                        | Joe Carnahan (diretor/roteiro); Patrick Wilson, Ed Helms, Chris Pine, Brooklyn Decker, James Badge Dale, David Hasselhoff, Ray Liotta, Shaun Toub, Jessica Alba | Ação, comédia                     | [ 32 ]        |
| M A R Ç O         | 28         | A Haunted House 2                       | Open Road Films                           | Marlon Wayans (roteiro); Marlon Wayans | Comédia                           | [ 33 ]        |
| M A R Ç O         | 28         | Noé                                     | Paramount Pictures / Regency Enterprises  | Darren Aronofsky (diretor/v); Ari Handel, John Logan (roteiro); Russell Crowe, Jennifer Connelly, Douglas Booth, Logan Lerman, Emma Watson, Ray Winstone, Anthony Hopkins, Kevin Durand, Marton Csokas, Mark Margolis                                                                           | Aventura, Drama                   | [ 34 ]        |

### Abril a junho
| A B R I L | 4  | Capitão América 2: O Soldado Invernal             | Marvel Studios / Walt Disney Studios Motion Pictures     | Anthony Russo, Joe Russo (diretores); Stephen McFeely, Christopher Markus (roteiro); Chris Evans, Scarlett Johansson, Anthony Mackie, Sebastian Stan, Emily VanCamp, Samuel L. Jackson, Frank Grillo, Cobie Smulders, Toby Jones, Hayley Atwell, Georges St-Pierre, Robert Redford, Maximilliano Hernandez                                       | Ação, Aventura, ficção científica     | [ 35 ]        |  |  |        |
| A B R I L | 4  | Dom Hemingway                                     | Fox Searchlight Pictures                                 | Richard Shepard (diretor/roteiro); Jude Law, Richard E. Grant, Demian Bichir, Emilia Clarke | Drama                                 | [ 36 ]        |  |  |        |
| A B R I L | 11 | Rio 2                                             | 20th Century Fox / Blue Sky Studios                      | Carlos Saldanha (diretor); Jesse Eisenberg, Anne Hathaway, Leslie Mann, Jemaine Clement, George Lopez, Jamie Foxx, will.i.am, Tracy Morgan, Rodrigo Santoro, Bebel Gilberto, Jake T. Austin, Andy Garcia, Bruno Mars, Kristin Chenowith, Rita Moreno, Amandla Stenberg, Rachel Crow, Pierce Gagnon, Natalie Morales                              | Aventura, comédia, familiar           | [ 37 ]        |  |  |        |
| A B R I L | 11 | Stretch Armstrong                                 | Relativity Media                                         | Breck Eisner (diretor); Dean Georgaris (roteiro) | Ação, aventura, comédia               | [ 38 ]        |  |  |        |
| A B R I L | 18 | Bears                                             | Disneynature                                             | Keith Scholey, Alastair Fothergill, Adam Chapman (diretores) | Documentário                          | [ 39 ]        |  |  |        |
| A B R I L | 18 | Heaven Is for Real                                | Columbia Pictures                                        | Randall Wallace (diretor/roteiro); Greg Kinnear, Kelly Reilly | Drama                                 | [ 40 ]        |  |  |        |
| A B R I L | 18 | Transcendence                                     | Warner Bros. / Alcon Entertainment                       | Wally Pfister (diretor); Jack Paglen (roteiro); Johnny Depp, Paul Bettany, Rebecca Hall, Kate Mara, Morgan Freeman, Cole Hauser | Ficção científica, drama              | [ 41 ]        |  |  |        |
| A B R I L | 25 | No Good Deed                                      | Screen Gems                                              | Sam Miller (diretor); Aimee Lagos (roteiro); Idris Elba, Taraji P. Henson, Henry Simmons | Crime                                 | [ 42 ]        |  |  |        |
| A B R I L | 25 | The Other Woman                                   | 20th Century Fox                                         | Nick Cassavetes (diretor); Melissa Stack (roteiro); Cameron Diaz, Leslie Mann, Nikolaj Coster-Waldau, Kate Upton, Nicki Minaj | Drama                                 | [ 43 ]        |  |  |        |
| A B R I L | 25 | The Quiet Ones                                    | Lionsgate                                                | John Pogue (diretor/roteiro); Jared Harris, Sam Claflin, Erin Richards, Olivia Cooke, Rory Fleck-Byrne | Horror                                | [ 44 ]        |  |  |        |
| M A I O   | 2  | O Espetacular Homem-Aranha 2: A Ameaça de Electro | Columbia Pictures / Marvel Studios                       | Marc Webb (diretor); James Vanderbilt, Alex Kurtzman, Roberto Orci, Jeff Pinkner (roteiro); Andrew Garfield, Jamie Foxx, Paul Giamatti, Emma Stone, Dane DeHaan, Sally Field, Chris Cooper, Colm Feore, B.J. Novak, Felicity Jones, Sarah Gadon                                                                                                  | Ação, aventura                        | [ 45 ]        |  |  |        |
| M A I O   | 2  | Belle                                             | Fox Searchlight Pictures                                 | Amma Asante (diretor/roteiro); Gugu Mbatha-Raw, Tom Wilkinson, Emily Watson, Sarah Gadon, Penelope Wilton, Miranda Richardson, Tom Felton, Matthew Goode | Drama, romance                        | [ 46 ]        |  |  |        |
| M A I O   | 9  | Chef                                              | Open Road Films                                          | Jon Favreau (diretor/roteiro); Jon Favreau, Sofia Vergara, Scarlett Johansson, John Leguizamo, Robert Downey Jr., Dustin Hoffman, Bobby Cannavale | Comédia                               | [ 47 ]        |  |  |        |
| M A I O   | 9  | Legends of Oz: Dorothy's Return                   | Summertime Entertainment                                 | Daniel St. Pierre (diretor); Randi Barnes, Adam Balsam, Barry Glasser (roteiro); Lea Michele, Martin Short, Jim Belushi, Dan Aykroyd, Kelsey Grammer, Megan Hilty, Hugh Dancy, Oliver Platt, Patrick Stewart, Bernadette Peters | Familiar, animação                    | [ 48 ]        |  |  |        |
| M A I O   | 9  | Single Moms Club                                  | Lionsgate                                                | Tyler Perry (diretor/roteiro); Tyler Perry, William Levy, Nia Long, Amy Smart, Terry Crews, Wendi McLendon-Covey, Zulay Henao, Cocoa Brown, Ryan Eggold, Eddie Cibrian | Comédia                               | [ 49 ]        |  |  |        |
| M A I O   | 16 | Godzilla                                          | Warner Bros. / Legendary Pictures                        | Gareth Edwards (diretor); Max Borenstein, Dave Callaham, Frank Darabont (roteiro); Aaron Johnson, Bryan Cranston, Elizabeth Olsen, Ken Watanabe, Juliette Binoche, David Strathairn, Sally Hawkins, CJ Adams | Ação, aventura, ficção científica     | [ 50 ]        |  |  |        |
| M A I O   | 23 | Blended                                           | Warner Bros.                                             | Frank Coraci (diretor); Adam Sandler, Drew Barrymore, Joel McHale, Chelsea Handler, Bella Thorne, Terry Crews | Comédia, romance                      | [ 51 ]        |  |  |        |
| M A I O   | 23 | X-Men: Dias de um Futuro Esquecido                | 20th Century Fox / Marvel Studios                        | Bryan Singer (diretor); Simon Kinberg (roteiro); Jennifer Lawrence, Hugh Jackman, James McAvoy, Michael Fassbender, Halle Berry, Patrick Stewart, Ian McKellen, Anna Paquin, Nicholas Hoult, Elliot Page, Shawn Ashmore, Peter Dinklage, Omar Sy, Daniel Cudmore, Fan Bingbing, Booboo Stewart, Adan Canto, Evan Peters, Josh Helman, Lucas Till | Ação, aventura, ficção de científicas | [ 52 ]        |  |  |        |
| M A I O   | 30 | A Million Ways to Die in the West                 | Universal Pictures                                       | Seth MacFarlane (diretor/roteiro); Alec Sulkin, Wellesley Wild (roteiro); Seth MacFarlane, Charlize Theron, Amanda Seyfried, Giovanni Ribisi, Liam Neeson | Comédia, Western                      |               |  |  | [ 53 ] |
| M A I O   | 30 | Maleficent                                        | Walt Disney Pictures                                     | Robert Stromberg (diretor); Paul Dini, Linda Woolverton (roteiro); Angelina Jolie, Elle Fanning, Sharlto Copley, Lesley Manville, Miranda Richardson, Sam Riley, Imelda Staunton, Juno Temple, Vivienne Jolie-Pitt | Fantasia                              |               |  |  |        |
| J U N H O | 6  | Edge of Tomorrow                                  | Warner Bros.                                             | Doug Liman (diretor); Dante Harper, Christopher McQuarrie, Jez Butterworth, John-Henry Butterworth (roteiro); Tom Cruise, Emily Blunt, Bill Paxton, Jonas Armstrong, Kick Gurry, Charlotte Riley, Dragomir Mrsic, Franz Drameh | Ação, ficção científica               | [ 54 ]        |  |  |        |
| J U N H O | 6  | As Tartarugas Ninja                               | Paramount Pictures / Nickelodeon Movies / Platinum Dunes | Jonathan Liebesman (diretor); Josh Appelbaum, Andre Nemec, Art Marcum, Matt Holloway, John Fusco (roteiro); Megan Fox, Pete Ploszek, Jeremy Howard, Noel Fisher, Alan Ritchson, Will Arnett, Abby Elliott, Danny Woodburn, William Fichtner, Whoopi Goldberg                                                                                     | Ação, aventura                        | [ 55 ] [ 56 ] |  |  |        |
| J U N H O | 13 | 22 Jump Street                                    | Columbia Pictures / MGM                                  | Phil Lord and Chris Miller (diretores); Michael Bacall, Jonah Hill (roteiro); Channing Tatum, Jonah Hill | Ação, comédia                         | [ 57 ]        |  |  |        |
| J U N H O | 20 | Como Treinar o Seu Dragão 2                       | 20th Century Fox / DreamWorks Animation                  | Dean DeBlois (diretor/roteiro); Jay Baruchel, Gerard Butler, Craig Ferguson, America Ferrera, Jonah Hill, Christopher Mintz-Plasse, T. J. Miller, Kristen Wiig, Kit Harington, Djimon Honsou, Cate Blanchett | Ação, aventura, comédia, fantasia     | [ 58 ]        |  |  |        |
| J U N H O | 20 | Think Like a Man Too                              | Screen Gems                                              | Tim Story (diretor); Keith Merryman, David A. Newman (roteiro); Michael Ealy, Regina Hall, Kevin Hart, Gabrielle Union, La La Anthony, Jerry Ferrara, Meagan Good, Taraji P. Henson, Terrence J, Jenifer Lewis, Romany Malco, Adam Brody, Wendi McLendon-Covey, David Walton, Gary Owen                                                          | Comédia, romance                      | [ 59 ]        |  |  |        |
| J U N H O | 27 | Transformers: A Era da Extinção                   | Paramount Pictures / Hasbro                              | Michael Bay (diretor); Ehren Kruger (roteiro); Mark Wahlberg, Jack Reynor, Nicola Peltz, Stanley Tucci, Kelsey Grammer, Sophia Myles, Li Bingbing, T.J. Miller, Lucas Black, Han Geng, Peter Cullen, Robert Foxworth, James Remar, John DiMaggio, Ron Bottitta, Charlie Adler, Tom Kenny                                                         | Ação, aventura, ficção científica     | [ 60 ]        |  |  |        |

### Julho a setembro
| Lançamento      | Lançamento                     | Título                         | Estúdio | Elenco e equipe | Gênero                            | Ref.   |
| --------------- | ------------------------------ | ------------------------------ | --- | --- | --------------------------------- | ------ |
| J U L H O       |                                |                                | | |                                   |        |
| 4               | Sex Tape                       | Columbia Pictures              | Jake Kasdan (diretor); Kate Angelo (roteiro); Jason Segel | Comédia | [ 61 ]                            |        |
| 4               | Tammy                          | Warner Bros. / New Line Cinema | Melissa McCarthy, Ben Falcone (diretores); Melissa McCarthy, Susan Sarandon, Mark Duplass, Dan Aykroyd, Allison Janney | Comédia | [ 62 ]                            |        |
| 11              | Fast & Furious 6               | Universal Pictures             | James Wan (diretor); Vin Diesel, Paul Walker, Dwayne Johnson, Jason Statham, Tyrese Gibson, Lucas Black | Ação | [ 63 ]                            |        |
| 18              | Dawn of the Planet of the Apes | 20th Century Fox               | Matt Reeves (diretor); Scott Z. Burns, Rick Jaffa, Amanda Silver, Mark Bomback (roteiro); Jason Clarke, Kodi Smit-McPhee, Andy Serkis, Gary Oldman, Keri Russell, Judy Greer, Toby Kebbell, Enrique Murciano, Kirk Acevedo | Ação, aventura, ficção científica | [ 64 ]                            |        |
| 18              | Planes: Fire & Rescue          | Walt Disney Pictures           | | Animação | [ 65 ]                            |        |
| 25              | Hércules (2014)                | Paramount Pictures / MGM       | Brett Ratner (diretor); Ryan Condal, Evan Spiliotopoulos (roteiro); Dwayne Johnson, Aksel Hennie, Rufus Sewell, Ian McShane, Joseph Fiennes, John Hurt, Rebecca Ferguson, Antje Traue, Reese Ritchie, Tobias Santelmann    | Ação, aventura | [ 66 ]                            |        |
| 25              | Jupiter Ascending              | Warner Bros.                   | The Wachowskis (diretor/roteiro); Mila Kunis, Channing Tatum, Eddie Redmayne, Sean Bean, Douglas Booth, Tuppence Middleton, Doona Bae, James D'Arcy, Tim Pigott-Smith                                                      | ficção científica | [ 67 ]                            |        |
| A G O S T O     | 1                              | Fifty Shades Of Grey           | Focus Features | Sam Taylor-Johnson (diretor); Kelly Marcel (roteiro); | Drama, Romance                    | [ 68 ] |
| A G O S T O     | 1                              | Guardians of the Galaxy        | Marvel Studios / Walt Disney Studios Motion Pictures | James Gunn (diretor/roteiro); Chris McCoy, Nicole Perlman (roteiro); Chris Pratt, Zoe Saldana, Dave Bautista, Michael Rooker, Lee Pace, Ophelia Lovibond, Glenn Close, Karen Gillan, Benicio Del Toro, John C. Reilly | Ação, aventura, ficção científica | [ 69 ] |
| A G O S T O     | 8                              | Dracula                        | Universal Pictures | Gary Shore (diretor); Matt Sazama, Burk Sharpless (roteiro); Luke Evans, Sarah Gadon, Dominic Cooper | Terror                            | [ 70 ] |
| A G O S T O     | 8                              | The Hundred-Foot Journey       | Touchstone Pictures / DreamWorks Pictures | Lasse Hallstrom (diretor); Steven Knight (roteiro); Helen Mirren, Manish Dayal | Drama                             | [ 71 ] |
| A G O S T O     | 15                             | The Expendables 3              | Lionsgate | Patrick Hughes (diretor); Sylvester Stallone, Arnold Schwarzenegger, Jason Statham, Mel Gibson, Kellan Lutz, Ronda Rousey, Victor Ortiz | Action                            | [ 72 ] |
| A G O S T O     | 22                             | Sin City: A Dame to Kill For   | Dimension Films | Frank Miller, Robert Rodriguez (diretor/roteiro); William Monahan (roteiro); Mickey Rourke, Jessica Alba, Michael Madsen, Rosario Dawson, Clive Owen, Jaime King, Jamie Chung, Alexa Vega, Dennis Haysbert, Joseph Gordon-Levitt, Josh Brolin, Ray Liotta, Juno Temple, Jeremy Piven, Bruce Willis, Eva Green, Stacy Keach | Ação, crime                       | [ 73 ] |
| S E T E M B R O | 12                             | Resident Evil 5: Retribuição   | Screen Gems / Constantin Film | Paul W. S. Anderson (diretor/roteiro); Milla Jovovich | Horror, ação, ficção científica   | [ 74 ] |
| S E T E M B R O | 19                             | Dolphin Tale 2                 | Warner Bros. | Charles Martin Smith (diretor); Harry Connick Jr., Ashley Judd, Morgan Freeman, Kris Kristofferson | Familiar                          | [ 75 ] |
| S E T E M B R O | 19                             | When the Game Stands Tall      | TriStar Pictures | Thomas Carter (diretor); Scott Marshall Smith (roteiro); Jim Caviezel, Laura Dern, Alexander Ludwig | Sports                            | [ 76 ] |
| S E T E M B R O | 26                             | The Boxtrolls                  | Focus Features | Anthony Stacchi, Graham Annable (diretores); Ben Kingsley, Toni Collette, Elle Fanning, Issac Hempstead-Wright, Jared Harris, Simon Pegg, Nick Frost, Richard Ayoade, Tracy Morgan | Comédia                           | [ 77 ] |
| S E T E M B R O | 26                             | The Equalizer                  | Columbia Pictures | Antoine Fuqua (diretor); Richard Wenk (roteiro); Denzel Washington, Chloë Grace Moretz, Marton Csokas, Melissa Leo, David Meunier, Haley Bennett | Ação, terror                      | [ 78 ] |
| S E T E M B R O | 26                             | Selfless                       | FilmDistrict | Tarsem Singh (diretor); Alex Pastor, David Pastor (roteiro); Ryan Reynolds | ficção científica, terror         | [ 79 ] |

### Agosto a dezembro
| Lançamento      | Lançamento | Título                                                      | Estúdio                                              | Elenco e equipe | Gênero                                         | Ref.          |
| --------------- | ---------- | ----------------------------------------------------------- | ---------------------------------------------------- | --- | ---------------------------------------------- | ------------- |
| O U T U B R O   | 3          | The Book of Life                                            | 20th Century Fox                                     | Jorge R. Gutiérrez (diretor/roteiro); Doug Langdale (roteiro) | Ação                                           | [ 80 ]        |
| O U T U B R O   | 10         | Alexander and the Terrible, Horrible, No Good, Very Bad Day | Walt Disney Pictures                                 | Miguel Arteta (diretor); Rob Lieber (roteiro); Steve Carell, Jennifer Garner, Ed Oxenbould | Comédia                                        | [ 81 ]        |
| O U T U B R O   | 17         | Frankenstein                                                | 20th Century Fox                                     | Paul McGuigan (diretor); Max Landis (roteiro); Daniel Radcliffe | Horror                                         | [ 82 ]        |
| O U T U B R O   | 17         | The Kitchen Sink                                            | Columbia Pictures                                    | Robbie Pickering (diretor); Oren Uziel (roteiro); Mackenzie Davis, Nicholas Braun, Josh Fadem | Comédia, horror                                | [ 83 ]        |
| N O V E M B R O | 7          | Big Hero 6                                                  | Walt Disney Pictures / Walt Disney Animation Studios | Don Hall e Chirs Williams (diretores) | Ação, aventura, comédia, ficção científica     | [ 84 ]        |
| N O V E M B R O | 7          | Interstellar                                                | Paramount Pictures / Warner Bros.                    | Christopher Nolan (diretor/roteiro); Jonathan Nolan (roteiro); Matthew McConaughey, Anne Hathaway, Jessica Chastain, Michael Caine, Bill Irwin, Casey Affleck, Mackenzie Foy, Timothee Chalamet, John Lithgow, Ellen Burstyn, Topher Grace | Aventura, ficção científica                    | [ 85 ]        |
| N O V E M B R O | 14         | Fury                                                        | Columbia Pictures                                    | David Ayer (diretor/roteiro); Brad Pitt, Shia LaBeouf, Logan Lerman, Michael Pena | Ação, aventura                                 | [ 86 ]        |
| N O V E M B R O | 14         | The Secret Service                                          | 20th Century Fox                                     | Matthew Vaughn (diretor); Colin Firth, Michael Caine | Ação, aventura                                 | [ 87 ]        |
| N O V E M B R O | 21         | The Hunger Games: Mockingjay – Part 1                       | Lionsgate                                            | Francis Lawrence (diretor); Michael Arndt, Danny Strong (roteiro); Jennifer Lawrence, Josh Hutcherson, Liam Hemsworth, Woody Harrelson, Elizabeth Banks, Philip Seymour Hoffman, Jeffrey Wright, Stanley Tucci, Donald Sutherland, Julianne Moore | Ação, aventura, ficção científica, Adolescente | [ 88 ]        |
| N O V E M B R O | 26         | Home                                                        | 20th Century Fox / DreamWorks Animation              | Tim Johnson (diretor); Tom J. Astle, Matt Ember (roteiro); Jim Parsons, Rihanna | Comédia                                        | [ 89 ]        |
| D E Z E M B R O | 12         | Exodus                                                      | 20th Century Fox                                     | Ridley Scott (diretor); Steve Zaillian, Adam Cooper, Bill Collage (roteiro); Christian Bale | Drama                                          | [ 90 ]        |
| D E Z E M B R O | 12         |                                                             |                                                      | [ 91 ] |                                                |               |
| D E Z E M B R O | 17         | The Hobbit: The Battle of the Five Armies                   | Warner Bros. / New Line Cinema / MGM                 | Peter Jackson (diretor/roteiro); Fran Walsh, Philippa Boyens, Guillermo del Toro (roteiro); Martin Freeman, Ian McKellen, Richard Armitage, Graham McTavish, Ken Stott, Aidan Turner, Dean O'Gorman, Mark Hadlow, Jed Brophy, Adam Brown, John Callen, Peter Hambleton, William Kircher, James Nesbitt, Stephen Hunter, Benedict Cumberbatch, Andy Serkis, Hugo Weaving, Barry Humphries, Mikael Persbrandt, Lee Pace, Stephen Fry, Luke Evans, Cate Blanchett, Christopher Lee, Sylvester McCoy, Elijah Wood, Ian Holm, Orlando Bloom, Evangeline Lilly, Ryan Gage, Mike Mizrahi, Jeffrey Thomas, Conan Stevens, Bret McKenzie, Billy Connolly | Aventura, fantasia                             | [ 92 ] [ 93 ] |
| D E Z E M B R O |            |                                                             |                                                      | | [ 94 ]                                         |               |
| D E Z E M B R O | 25         | Annie                                                       | Columbia Pictures                                    | Will Gluck (diretor/roteiro); Emma Thompson, Aline Brosh McKenna (roteiro); Quvenzhane Wallis, Jamie Foxx, Cameron Diaz | Musical                                        | [ 95 ]        |
| D E Z E M B R O | 25         | Into the Woods                                              | Walt Disney Pictures                                 | Rob Marshall (diretor); James Lapine (roteiro); Johnny Depp, Meryl Streep, James Corden, Emily Blunt, Christine Baranski, Chris Pine, Tracey Ullman, Anna Kendrick | Musical, Fantasia                              | [ 96 ]        |
| D E Z E M B R O | 25         | Uma Noite no Museu 3                                        | 20th Century Fox                                     | Shawn Levy (diretor); Robert Ben Garant, Thomas Lennon (roteiro); Ben Stiller | Comédia, Fantasia                              | [ 97 ]        |
| D E Z E M B R O | 25         | Unbroken                                                    | Universal Pictures                                   | Angelina Jolie (diretor); Joel Coen, Ethan Coen, Richard LaGravenese, William Nicholson (roteiro) | Drama, guerra                                  | [ 98 ]        |

## Mortes
| Data         | Nome          | Profissão | Nacionalidade  | Observações | Ref    |
| ------------ | ------------- | --------- | -------------- | ----------- | ------ |
| 5 de janeiro | Carmen Zapata | atriz     | Estados Unidos | m. 1927     | [ 99 ] |